# 2 ذو القعدة
- السبت
- الأحد
- الاثنين
- الثلاثاء
- الأربعاء
- الخميس
- الجمعة

- 2826 أبريل 2025
- 2927 أبريل 2025
- 3028 أبريل 2025
- 129 أبريل 2025
- 230 أبريل 2025
- 31 مايو 2025
- 42 مايو 2025
- 53 مايو 2025
- 64 مايو 2025
- 75 مايو 2025
- 86 مايو 2025
- 97 مايو 2025
- 108 مايو 2025
- 119 مايو 2025
- 1210 مايو 2025
- 1311 مايو 2025
- 1412 مايو 2025
- 1513 مايو 2025
- 1614 مايو 2025
- 1715 مايو 2025
- 1816 مايو 2025
- 1917 مايو 2025
- 2018 مايو 2025
- 2119 مايو 2025
- 2220 مايو 2025
- 2321 مايو 2025
- 2422 مايو 2025
- 2523 مايو 2025
- 2624 مايو 2025
- 2725 مايو 2025
- 2826 مايو 2025
- 2927 مايو 2025
- 128 مايو 2025
- 229 مايو 2025
- 330 مايو 2025

2 ذو القعدة أو 2 ذو القعدة الحرام أو يوم 2 \ 11 (اليوم الثاني من الشهر الحادي عشر) هو اليوم السابع والتسعون بعد المائتين (297) من أيَّام السنة (أو الثامن والتسعون بعد المائتين لو كان شهر رمضان مُتممًا لليوم الثلاثين أو التاسع والتسعون بعد المائتين لو أتم كلاً من صفر وربيع الآخر وجمادى الآخرة وشعبان ورمضان ثلاثين يوماً) وفق التقويم الهجري القمري (العربي). يبقى بعده 57 أو 58 يومًا لانتهاء السنة.

## أحداث
- 883 هـ - السلطان محمد الفاتح يجبر جمهورية البندقية على توقيع معاهدة إستانبول، التي انسحبت بناء على شروطها من حرب العثمانيين، وفرضت عليها غرامات الحرب، وجزية سنوية.
- 1107 هـ - الجيش الإمبراطوري الروسي المكون من مائة ألف جندي يحاصر قلعة آزاق العثمانية القريبة من البحر الأسود لمدة 63 يومًا حتى استسلمت، ولم يتمكن العثمانيون من استرجاعها إلا بعد 15 عامًا.
- 1288 هـ - تتويج يوحنا الرابع نجاشيًا على الحبشة في أكسوم في أول تتويج ملكي في تلك المدينة خلال 200 سنة.
- 1334 هـ - الدولة العثمانية تعلن الحرب ضد رومانيا في الحرب العالمية الأولى.
- 1371 هـ - حركة الضباط الأحرار بقيادة محمد نجيب تقوم بثوره سميت ثورة 23 يوليو، والتي أطاحت بالنظام الملكي الذي كان الملك فاروق الأول في هذا الوقت على رأسه.
- 1391 هـ - استقالة رئيس باكستان محمد أيوب خان وذلك بعد هزيمة بلاده أمام الهند.
- 1393 هـ - موريتانيا تصبح عضوًا في جامعة الدول العربية.
- 1406 هـ - إقصاء رئيس الوزراء التونسي محمد مزالي عن منصبه، وتعيين رشيد صقر وزير الاقتصاد رئيسًا للوزراء.
- 1418 هـ - الشرطة الصربية تبدأ هجومًا مضادًا ضد جيش تحرير كوسوفو وذلك أثناء حرب كوسوفو.
- 1425 هـ - إسرائيل تغتال قائد كتائب القسام في شمال الضفة الغربية المهندس القسامي السادس إحسان شواهنة.
- 1431 هـ - انعقاد أول قمة نسائية في مدينة كوالالمبور عاصمة ماليزيا.
- 1436 هـ -
  - تحطُّم طائرة تريجانا للخدمات الجويَّة الرحلة رقم 257 وعلى متنها 54 راكبًا في مُحافظة پاپوا بِإندونيسيا.
  - مجزرة في سوريا ومقتل أكثر من 110 مدني بقصف الحكومة السورية سوقاً في مدينة دوما.
- 1437 هـ - مقتل 90 شخصًا على الأقل وجرح واعتقال آلاف آخرين في مظاهرات احتجاجية واسعة في إثيوپيا ضد انتهاكات حقوق الإنسان والفساد المستشري في البلاد.
- 1443 هـ - تغيير كتابة اسم «تركيا» بالإنجليزية ونطقه في المنظمات الدولية، ليصبح «Türkiye» وليس «Turkey»، ليطابق نطقه باللغة التركية والعربية، ولمنع التشابه مع كلمات لها معان أخرى.

## مواليد
- 1333 هـ - محمد خليفة التونسي، كاتب ومترجم مصري.
- 1346 هـ - رشدي المهدي، ممثل مصري.
- 1353 هـ - السيد راضي، ممثل ومخرج مصري.
- 1367 هـ - محمود الهاشمي الشاهرودي، قائد في حزب الدعوة الإسلامية العراقي، ورئيس السلطة القضائية في إيران.
- 1368 هـ - مدحت السباعي، مخرج مصري.
- 1394 هـ - مها أحمد، ممثلة مصرية.
- 1396 هـ - حسناء سيف الدين، ممثلة مصرية.
- 1401 هـ - مونيا، مغنية وممثلة كويتية.

## وفيات
- 311 هـ - ابن خزيمة، أحد أبرز علماء الحديث وصاحب صحيح ابن خزيمة.
- 408 هـ - علي بن حمود، سادس خلفاء الأندلس، وأول حكام بني حمود.
- 903 هـ - مير خواند، مؤرخ وأديب فارسي، وقيل توفي سنة 904 هـ.
- 1396 هـ - أحمد مختار بابان، سياسي عراقي ورئيس وزراء أسبق.
- 1425 هـ - إحسان شواهنة، قائد كتائب القسام.
- 1433 هـ - مساعد بن سعود بن عبد العزيز آل سعود، أمير منطقة تبوك.

## وصلات خارجية
- موقع قصة الإسلام: حدث في شهر ذو القعدة.